# موكب حسيني
الموكب الحسيني أو المواكب الحسينية (بالفارسية: موكب) هي مبادرات تطوعية سنوية، تُقام خصوصًا في شهر محرم وصفر، تستهدف خدمة زوار الحسين بن علي في كربلاء، كما تتوسع لتشمل إيران، لبنان، باكستان، الهند والمناطق الأخرى، ويسمى المتطوع فيها "خادم الحسين" أو (بالفارسية: موکب‌دار).

## الخلفية التاريخية
ازدادت شعبية المواكب بعد 2003، حيث تحوّلت إلى ظاهرة شعبية ضخمة.

## التعريف والوظيفة
الموكب هو نقطة خدمة متنقلة أو ثابتة على الطرق الدينية، يقدّم خدمات أساسية مثل الطعام، الماء، السكن، الإسعاف، الإنترنت، الترجمة والصيانة مجانًا، مدعومًا بآلاف المتطوعين.

## البنية والخدمات
- إعداد وتوزيع الطعام والمشروبات بالملايين يوميًا.[4]
- خدمات إسعاف وتغطية صحية بمشاركة أكثر من 20 ألف موظف صحي وأطقم طبية.[5]
- صيانة أحذية، خياطة، حلاقة، كراسي متحرّكة وخدمات لذوي الإعاقة.
- شبكات إنترنت، هواتف، تطبيقات إلكترونية تساعد الزوّار.[6]

## التنظيم والتمويل
تمويل المواكب يقوم عليه المال الشعبي، التبرعات، نذور العشائر والمنظمات وقيادات دينية، فضلًا عن تفاعل من هيئات رسمية وسلطات محلية لدعم التنظيم والخدمات اللوجستية.

## التوزيع الجغرافي
تتفرّع المواكب بشكل كثيف على:
- الطريق من النجف إلى كربلاء (كمسار أساسي).
- محافظات عراقية مثل: بغداد، البصرة، كركوك، الديوانية، الناصرية، ميسان.[8][9]
- مدن إيرانية: مشهد، قم، طهران.
- لبنان، باكستان، الهند، ودول المهجر مثل المملكة المتحدة والولايات المتحدة.[10]
- مشاركة أكثر من 800 موكب من دول مختلفة داخل كربلاء.[11]

## الحجم والتأثير الإنساني
- أعداد الزوار ما بين 20–22 مليون في السنوات الأخيرة، منهم أكثر من 17 مليون عراقي و4 ملايين إيراني.[12]
- أكثر من 100 ألف موكب ومسجد على الطريق.[4]
- 125 مليون وجبة و150 مليون لتر ماء، و500 ألف طن من الفواكه والخضار.[13]

## الأمن والخدمات الحكومية
تشرف قوات الأمن العراقية والشرطة والجيش وسرايا السلام والحشد الشعبي على حماية الزائرين، بالتنسيق مع الجهات الطبية مثل الهلال الأحمر العراقي ومؤسسات الدولة.

## الطابع الشعائري والاستعراضي
رغم أن الوظيفة الأساسية للمواكب هي تقديم الخدمات، إلا أن بعض المواكب تنفذ طقوسًا شعائرية مثل:
- اللطم الجماعي بإيقاعات منظمة على الطبول والدفوف.
- التطبير، وهو ضرب الرأس بالسيوف أو الشفرات لإظهار الحزن على الحسين بن علي.
- الزنجيل، وهي سلاسل حديدية تُضرب بها الأكتاف كرمز للعزاء.
- مسيرات تمثيلية تُجسِّد معركة كربلاء أو تنقل مشاهد من السبي ومآسي آل البيت.

وهذه الطقوس مصحوبة بلطميات وأناشيد دينية وأداء مسرحي،وتُعد بعض هذه الممارسات مثار جدل فقهي، بين من يراها من الشعائر، ومن يفضل أساليب تعبير رمزية أقل حدّة، إلا أنها تبقى حاضرة بقوة في كثير من المدن، لا سيما في جنوب العراق، النجف، كربلاء، الناصرية، وبغداد.